# Naregamia africana
Naregamia africana är en tvåhjärtbladig växtart som först beskrevs av Friedrich Welwitsch, och fick sitt nu gällande namn av Arthur Wallis Exell. Naregamia africana ingår i släktet Naregamia och familjen Meliaceae. Inga underarter finns listade i Catalogue of Life.